# Nephus quadrimaculatus
Nephus quadrimaculatus é uma espécie de insetos coleópteros polífagos pertencente à família Coccinellidae.
A autoridade científica da espécie é Herbst, tendo sido descrita no ano de 1783.
Trata-se de uma espécie presente no território português.